# Földtörténeti időskála

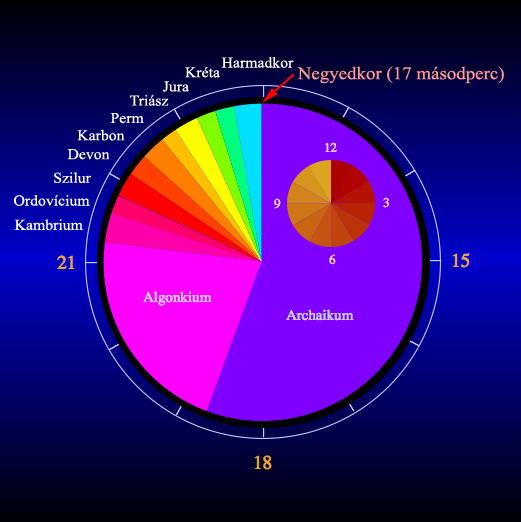
A Föld története 24 órában kifejezve. Az algonkium az archaikum és a kambrium közti korok egyik ritkán (főleg Amerikában) használt neve – ez az időszak a többség által használt felosztás szerint a proterozoikum része (nagyjából a középső és késő proterozoikum). A proterozoikum záró időszaka Kelet-Európában a rifeikum. A kambrium előtti korokat együtt nem hivatalosan nevezik prekambriumnak is.

A földtörténeti időskála egy átlátható rendszert alkot a földtörténet kisebb egységekre bontásával, így segíti a földi események viszonyainak megértését. Az egyes egységek határait földtörténeti események, például élőlények tömeges megjelenése vagy kihalása határozza meg. A leginkább elterjedt és elfogadott felosztást a Nemzetközi Rétegtani Bizottság adta ki.
A földtörténetet geokronológiailag a nagyobb egységtől a kisebb felé haladva eonokra, időkre, időszakokra, korokra, korszakokra osztjuk fel.

## A Föld történetének tagolása
A Föld történetét kétféle értelmezés szerint oszthatjuk fel. Geokronológiai értelemben a földi események ideje szerint, kronosztratigráfiai értelemben pedig az idő manifesztálódását tükröző kőzetrétegek szerint tagolhatjuk.
Az alábbi táblázat a földtörténeti felosztáshoz használt geokronológiai és kronosztratigráfiai egységeket sorolja fel a nagyobbtól a kisebb felé haladva.
| Geokronológiai elnevezés | Kronosztratigráfiai elnevezés |
| ------------------------ | ----------------------------- |
| Eon                      | Eonotéma                      |
| Idő                      | Időtéma                       |
| Időszak                  | Rendszer                      |
| Kor                      | Sorozat                       |
| Korszak                  | Emelet                        |
| Kron                     | Kronozóna                     |

Általános szabály, hogy geokronológiai értelemben az időszakok korokra tagolásakor a kora, középső és késő előtagokat alkalmazzuk, illetve kronosztratigráfiai értelemben a rendszerek sorozatokra tagolásakor pedig az alsó, középső és felső előtagokat használjuk.

## Időskála
Az időtengelyen a számértékek millió években értendők.
A teljes időskála (4500–0):
Fanerozoikum (545–0):
A fanerozoikum részei (541–420–252, 252–66, 66–0):